# سرجیتا دی
سرجیتا دی (به انگلیسی: Sreejita De) (زاده ۱۶ ژوئیه ۱۹۸۹) بازیگر و مدل هندی است.
از فیلم‌هایی که وی در آن نقش داشته‌است می‌توان به پایان عشق و تیراندازی در موسم بارندگی اشاره کرد.